# Paralamyctes rahuensis
Paralamyctes rahuensis är en mångfotingart som beskrevs av Edgecombe 2004. Paralamyctes rahuensis ingår i släktet Paralamyctes och familjen fåögonkrypare. Inga underarter finns listade i Catalogue of Life.